# Fahad Abdulrahman
Fahad Abdulrahman Abdullah (arab. فهد عبدالرحمن عبدالله) (ur. 10 października 1962) – emiracki piłkarz grający na pozycji pomocnika.

## Kariera klubowa
Podczas Mistrzostw Świata 1990 grał w klubie Al Wasl Club.

## Kariera reprezentacyjna
W 1985 roku z reprezentacją ZEA uczestniczył w eliminacjach Mistrzostw Świata 1986. W 1988 roku uczestniczył w Pucharze Azji.
W 1989 roku uczestniczył w zakończonych sukcesem eliminacjach Mistrzostw Świata 1990. Na Mistrzostwach był rezerwowym i nie wystąpił w żadnym meczu.